# Campion impressus
Campion impressus is een insect uit de familie van de Mantispidae, die tot de orde netvleugeligen (Neuroptera) behoort. 
Campion impressus is voor het eerst wetenschappelijk beschreven door Navás in 1914.